# Морской пост
«Морской пост» — советский полнометражный чёрно-белый художественный фильм, снятый в 1938 году режиссёром Владимиром Гончуковым.

## Сюжет
Действие фильма происходит в середине 1930-х годов. На небольшом острове, расположенном в Тихом океане, у входа в Золотую бухту исполняет свои обязанности гарнизон пограничной охраны НКВД. Команда пограничного катера, имеющего название «Чекист», получает очень важное задание. Оно заключается в том, чтобы встретить непрошеных гостей, которые замаскировались под рыболовецкое судно. Одна из шхун с японскими диверсантами на борту попадает в плен, и катер «Чекист» ведёт её за собой. Но другой военный корабль японцев высаживает десант на тихоокеанский остров. Командующему отрядом бойцов старшему лейтенанту Назарову удаётся сдержать натиск врага до появления пограничных войск и военно-воздушных сил…

## В ролях
- Иван Новосельцев — Роман Андреевич Назаров, начальник поста
- Галина Юмашева — Галина Ивановна Назарова
- Николай Ивакин — Семён Матвеев, старшина
- И. Рожнятовский — Иван Охременко, краснофлотец
- Александр Луценко — Алим Тагиров
- Василий Людвинский — Бочкарёв
- Владимир Уральский — Филипп Филиппович Буров
- Мария Яроцкая — Варвара Степановна
- Иван Юдин — Фёдор Буров
- Пётр Аржанов — японский офицер
- А. Аэргардт — капитан японской разведки
- Даниил Введенский — шкипер
- Р. Пак — радист

## Съёмочная группа
- Автор сценария: Лев Линьков
- Режиссёр: Владимир Гончуков
  - Ассистенты режиссёра: Константин Игнатьев, Сергей Кореняк
- Монтаж: А. Гершкович
- Оператор: Г. Шабанов
- 2-й оператор: Е. Борисевич
- Художник: Николай Валерианов
- Композитор: Николай Крюков
- Песни: Василий Лебедев-Кумач
- Звукооператор: С. Соловьёв
- Звукооформитель: Иван Евтеев-Вольский
- Звукомонтажница: Раиса Шор
- Помощник режиссёра: П. Полищук
- Главный военный консультант: комбриг Вольдемар Ульмер
- Военный консультант: капитан И. Солосенков
- Директор картины: Михаил Шор

## Технические данные
- Производство: Одесская киностудия
- Художественный фильм, односерийный, телевизионный, чёрно-белый